# 村椿晃
村椿 晃（むらつばき あきら、1957年〈昭和32年〉10月21日 - ）は、日本の政治家。富山県魚津市長（3期）。

## 来歴
富山県黒部市出身。富山県立富山高等学校卒業。1980年（昭和55年）、東北大学法学部卒業。同年7月、富山県庁に入庁。2007年（平成19年）4月、地域振興課の初代課長に就任。2011年（平成23年）10月、高志の国文学館副館長に就任。2014年（平成26年）4月、生活環境文化部長に就任
。
2016年（平成28年）1月15日に富山県庁を退職し、あくる1月16日に、魚津市長選挙に出馬する意向を表明した。
同年4月17日に行われた市長選挙に無所属で出馬。市内の自由民主党支部の役職や新川青年会議所理事長を務めた経験のある沢崎豊を破り、初当選した。5月10日、市長就任。選挙の結果は以下のとおり。
※当日有権者数：35,436人 最終投票率：71.15%（前回比：pts）
| 候補者名 | 年齢 | 所属党派 | 新旧別 | 得票数   | 得票率 | 推薦・支持 |
| -------- | ---- | -------- | ------ | -------- | ------ | ---------- |
| 村椿晃   | 58   | 無所属   | 新     | 14,002票 | 56.22% |            |
| 沢崎豊   | 53   | 無所属   | 新     | 10,903票 | 43.78% |            |

2020年4月19日に行われた魚津市長選挙で元漁協職員の大西育夫を破り再選。
※当日有権者数：35,222人 最終投票率：46.0%（前回比：-25.15pts）
| 候補者名 | 年齢 | 所属党派 | 新旧別 | 得票数   | 得票率 | 推薦・支持 |
| -------- | ---- | -------- | ------ | -------- | ------ | ---------- |
| 村椿晃   | 62   | 無所属   | 現     | 13,935票 | 88.39% |            |
| 大西育夫 | 70   | 無所属   | 新     | 1,830票  | 11.61% |            |

※2024年4月14日、無投票三選。

## 人物・市政

### 統一教会との関係
- 2021年、世界平和統一家庭連合（旧統一教会）の関連団体「天宙平和連合（UPF）」が主催する自転車イベント「ピースロード」に公務として参加。参加者が魚津市内を訪れた際、参加者を迎え激励した[5]。
- 2022年、富山県議会議員に頼まれ、ピースロードの実行委員長を引き受けた。ただしこの年の同イベントは急遽中止となった[6]。

### その他
- 2022年8月31日、定例会見で、五カ年計画（2020年～2024年度）で進めてきた財政健全化で、目標となる財政調整基金の残高10億円が2022年度末に2年前倒しして達成される見込みとなったと発表した。投資的経費の抑制や公共施設、事務事業の見直し、人件費削減などに取り組んだ成果と言われる[7]。